# 邦迪亞河
邦迪亞河（法語：Bandiat，法語發音：[bɑ̃dja]）是法國的河流，屬於塔杜瓦爾河的左支流，流經上維埃納省、多爾多涅省和夏朗德省，河道全長91.2公里，河口處在阿格里，弗亚德平均流量每秒0.6立方米。

## 外部連結
- http://www.geoportail.fr （页面存档备份，存于）
- The Bandiat at the Sandre database
- Information about the river in Poitou-Charentes （页面存档备份，存于）